# Westhof Farm Cemetery
Westhof Farm Cemetery is een Britse militaire begraafplaats met gesneuvelden uit de Eerste Wereldoorlog, gelegen in het Belgische dorp Nieuwkerke, een deelgemeente van Heuvelland. De begraafplaats ligt 1,6 km ten zuidwesten van de markt van Nieuwkerke. Ze werd ontworpen door George Goldsmith en wordt onderhouden door de Commonwealth War Graves Commission. Het terrein is 535 m² groot en wordt omsloten door een beukenhaag. Het Cross of Sacrifice staat in de noordwestelijke hoek. Er liggen 136 soldaten begraven, waarvan 1 niet geïdentificeerd kon worden.

## Geschiedenis
Westhof Farm was een boerderij die door de Nieuw-Zeelandse Divisie als hoofdkwartier werd gebruikt in mei en juni 1917. De aanleg van de begraafplaats startte in mei 1917 en werd tot april 1918 gebruikt door gevechtseenheden en medische posten. Op 14 april 1918 werd het dorp na hevige gevechten tijdens het Duitse lenteoffensief veroverd op de 49th (West Riding) Division en de 33rd Division, maar op 2 september 1918 werd het heroverd door de 36th (Ulster) Division.
Bij de 136 militairen die er nu liggen zijn er 73 Britten, 43 Australiërs, 1 Canadees, 14 Nieuw-Zeelanders en 5 Duitsers (waarvan 1 niet geïdentificeerd kon worden). Zes militairen worden herdacht met Special Memorials omdat hun graven vernield werden door artillerievuur en niet meer gelokaliseerd konden worden. De 5 Duitsers kwamen allemaal om tijdens de eerste dag van de Mijnenslag (7 juni 1917).
In 2009 werd de begraafplaats als monument beschermd.

## Graven

### Onderscheiden militairen
- A.R. Backus, kapitein bij de Rifle Brigade en Norman John Browne luitenant bij de Australian Infantry werden onderscheiden met het Military Cross (MC).
- sergeant William Henry Goodman van de South Wales Borderers, soldaat Charles Leyland van het Royal Army Medical Corps, soldaat T. Veltman van de Australian Infantry, A.I.F. en  kanonnier Cedric Wyndham van de Australian Field Artillery werden onderscheiden met de Military Medal (MM).

### Alias
- kanonnier William Leslie Clover diende onder het alias L. King bij de New Zealand Field Artillery.

### Gefusilleerde militair
- Thomas Donovan, schutter bij het King's Royal Rifle Corps werd op 31 oktober 1917 wegens desertie gefusilleerd. Op 22 augustus 1917 deed hij voor de vierde keer een poging tot desertie. Hij was 20 jaar.[3]